# Sam Levy
Sam Levy (* 20. Jahrhundert) ist ein US-amerikanischer Kameramann.
Levy absolvierte zunächst ein Studium der Komparatistik, bevor er sich der Kameraarbeit zuwandte. Er studierte an der Brown University bei Leslie Thornton und dann bei Éric Rohmer in Paris, an der Université Paris. Erste Arbeitserfahrungen sammelte er im Werbebereich. Nach seinem Studium ging er nach New York City, wo er den Kameramann Harris Savides traf, von dem er einiges lernte und mit dem ihm eine Freundschaft verband.
Levy war seit 1997 als Kameraassistent tätig. In den frühen 2000er Jahren wirkte er als eigenständiger Kameramann zunächst an einer Reihe von Kurzfilmen mit, ab 2005 folgten Spielfilme. Für seine erste Produktion, den Kurzfilm Diet aus dem Jahr 2002, wurde er für den EC Award nominiert. 2021 trat er erstmals als Produzent in Erscheinung und war als solcher an Mayday beteiligt, für den er auch die Kameraarbeit verantwortete. Mehrmals arbeitete er mit dem Regisseur Noah Baumbach zusammen.
Seine Arbeit an Frances Ha brachte ihm 2014 die Nominierung in der Kategorie Beste technische Leistung bei den London Critics’ Circle Film Awards ein, für Lady Bird war er 2018 für den Satellite Award nominiert. Mit der Regisseurin Greta Gerwig hatte Levy zuvor mehrfach zusammenarbeitet, da sie in den Filmen von Baumbach die Hauptrolle spielte. 

## Filmografie (Auswahl)
- 2008: Wendy and Lucy
- 2010: The Romantics
- 2012: Frances Ha
- 2014: Gefühlt Mitte Zwanzig (While We’re Young)
- 2015: Mistress America
- 2017: Lady Bird
- 2021: Mayday (auch Produktion)
- 2022: Gib’s zu, Fletch (Confess, Fletch)
- 2023: Drei Töchter (His Three Daughters)
- 2023: The Starling Girl
- 2023: She Came to Me